# Europarlamentari della Bulgaria della X legislatura
Gli europarlamentari della Bulgaria della X legislatura, eletti in occasione delle elezioni europee del 2024, sono i seguenti.

## Composizione storica
| Europarlamentare   | Lista                                            | Gruppo | Gruppo                                                 |
| ------------------ | ------------------------------------------------ | ------ | ------------------------------------------------------ |
| Andrej Kovačev     | Cittadini per lo Sviluppo Europeo della Bulgaria |        | Gruppo del Partito Popolare Europeo                    |
| Eva Majdel         | Cittadini per lo Sviluppo Europeo della Bulgaria |        | Gruppo del Partito Popolare Europeo                    |
| Andrej Novakov     | Cittadini per lo Sviluppo Europeo della Bulgaria |        | Gruppo del Partito Popolare Europeo                    |
| Emil Radev         | Cittadini per lo Sviluppo Europeo della Bulgaria |        | Gruppo del Partito Popolare Europeo                    |
| Ilija Lazarov      | Unione delle Forze Democratiche                  |        | Gruppo del Partito Popolare Europeo                    |
| Radan Kanev        | Bulgaria Democratica                             |        | Gruppo del Partito Popolare Europeo                    |
| Ilhan Kjučjuk      | Movimento per i Diritti e le Libertà             |        | Renew Europe                                           |
| Taner Kabilov      | Movimento per i Diritti e le Libertà             |        | Renew Europe                                           |
| Elena Jončeva      | Movimento per i Diritti e le Libertà             |        | Renew Europe                                           |
| Nikola Minčev      | Continuiamo il Cambiamento                       |        | Renew Europe                                           |
| Hristo Petrov      | Continuiamo il Cambiamento                       |        | Renew Europe                                           |
| Rada Lajkova       | Rinascita                                        |        | Europa delle Nazioni Sovrane                           |
| Stanislav Stojanov | Rinascita                                        |        | Europa delle Nazioni Sovrane                           |
| Petăr Volgin       | Rinascita                                        |        | Europa delle Nazioni Sovrane                           |
| Cvetelina Penkova  | Partito Socialista Bulgaro                       |        | Alleanza Progressista dei Socialisti e dei Democratici |
| Kristian Vigenin   | Partito Socialista Bulgaro                       |        | Alleanza Progressista dei Socialisti e dei Democratici |
| Ivajlo Vǎlčev      | C'è un Popolo come Questo                        |        | Gruppo dei Conservatori e dei Riformisti Europei       |

## Modifiche intervenute

### Modifiche nella rappresentanza dei partiti nazionali e nei gruppi
- In data 23.12.2024 Taner Kabilov ed Elena Jončeva lasciano il gruppo Renew Europe e aderiscono ai Non Iscritti.[2]

## Tabelle di sintesi

### Gruppi politici
| Gruppo parlamentare | Inizio | 2024 |
| ------------------- | ------ | ---- |
| PPE                 | 6      | 6    |
| S&D                 | 2      | 2    |
| RE                  | 5      | 3    |
| ESN                 | 3      | 3    |
| ECR                 | 1      | 1    |
| NI                  | –      | 2    |
| GUE/NGL             | –      | –    |
| Verdi/ALE           | –      | –    |
| PfE                 | –      | –    |
| Totale              | 17     | 17   |

### Fonti
1. ↑  (BG) results.cik.bg,  https://results.cik.bg/europe2024/rezultati/index.html.
2. ↑  (EN) Threatened with expulsion, two Bulgarian MEPs leave Renew group, su euronews, 23 dicembre 2024. URL consultato il 26 giugno 2025.